# Курси (Калвадос)
Курси (фр. Courcy) насеље је и општина у северној Француској у региону Доња Нормандија, у департману Калвадос која припада префектури Кан.
По подацима из 2011. године у општини је живело 148 становника, а густина насељености је износила 16,23 становника/km². Општина се простире на површини од 9,12 km². Налази се на средњој надморској висини од 55 метара (максималној 79 m, а минималној 38 m).

## Демографија
| 1962. | 1968. | 1975. | 1982. | 1990. | 1999. | 2011. |
| ----- | ----- | ----- | ----- | ----- | ----- | ----- |
| 166   | 191   | 166   | 154   | 152   | 141   | 148   |

График промене броја становника у току последњих година